# Kürschners Handbücher
Kürschners Handbücher ist die Bezeichnung für einige mehrfach erscheinende Nachschlagewerke. Die Bezeichnung geht ursprünglich auf Joseph Kürschner zurück, einige Reihen wurden aber nicht von ihm begründet. Viele Eintragungen beruhen auf Selbstauskünften.

## Geschichte
Seit den 1870er Jahren übernahm Joseph Kürschner regelmäßig erscheinende Jahrbücher und Kalender und gründete weitere. Diese trugen dann seinen Namen.
Auch nach seinem Tod 1902 blieben diese als Namensbestandteile erhalten.
Nach 1945 wurde diese Bezeichnungen beibehalten, vor allem im Verlag Walter de Gruyter. Einige danach gegründete erhielten ebenfalls diese Bezeichnung, obwohl sie nicht mehr von Kürschner begründet worden waren, zum Beispiel Kürschners Musik-Kalender seit etwa 1950.
Später übernahm der K. G. Saur Verlag in München einige Reihen. Dort ist auch ein Selbstvorschlag möglich.
Im Politik-Bereich erscheinen Kürschners Handbücher seit 1953 ausschließlich bei der NDV Neue Darmstädter Verlagsanstalt.

## Reihen nach 1950
Zu nennen sind in aktueller Ausgabe: